# Nikolaï Gouliaïev (football)
Pour les articles homonymes, voir Nikolaï Gouliaïev.
Nikolaï Alekseïévitch Gouliaïev (en russe : Николай Алексеевич Гуляев) est un footballeur et entraîneur de football soviétique né le 18 février 1915 (3 mars 1915 dans le calendrier grégorien) à Kakovino et mort le 23 février 2000 à Moscou.

## Biographie

### Carrière de joueur
Né dans le village de Kakovino dans le gouvernement de Moscou, Nikolaï Gouliaïev emménage durant sa jeunesse dans la ville-même de Moscou où il devient ouvrier et pratique le football dans les équipes d'usines locales.
En 1936, il rejoint les rangs du Spartak Moscou mais ne joue cependant pas le moindre match cette année-là et ne prend donc pas part à la victoire du club durant le championnat d'automne. Il fait finalement ses débuts en équipe première le 17 août 1937 face au Dynamo Kiev et joue en tout trois matchs durant la saison 1937.
L'année 1938 le voit marquer ses premiers buts, d'abord en championnat contre le Stakhanovets Stalino puis le Spartak Kharkov (ru) à un mois d'intervalle le 16 juin puis le 16 juillet 1938, puis enfin en Coupe le 14 septembre, marquant le premier but de la finale victorieuse face à l'Elektrik Léningrad. Ce premier succès est suivi d'un titre de champion quelques semaines plus tard, permettant au Spartak de réaliser le doublé. Il contribue la saison suivante à une nouvelle victoire en championnat et prend part à une nouvelle campagne victorieuse dans la coupe nationale, bien qu'il ne dispute cette fois pas la finale gagnée contre le Stalinets Léningrad. 
Alors qu'il s'impose progressivement comme titulaire, les compétitions sont interrompues par le déclenchement de la Seconde Guerre mondiale en juin 1941, et ce jusqu'en 1944 pour la Coupe et 1945 pour le championnat. Durant ces années de guerre, il travaille dans les usines de Sverdlovsk dans l'Oural. Par la suite, Gouliaïev poursuit sa carrière pendant encore quelques saisons, remportant notamment une troisième coupe en 1946 avant de rejoindre le Kalinina Kaliningrad en deuxième division où il raccroche les crampons en fin d'année 1947, à l'âge de 32 ans.

### Carrière d'entraîneur
Peu de temps après la fin de sa carrière de joueur, Gouliaïev se reconvertit comme entraîneur et prend dès 1948 les reines du Dzerjinets Kolomna avant de faire son retour au Kalina Kaliningrad, qu'il dirige pendant six saisons entre 1949 et 1954, échouant de peu à la promotion lors de cette première année en finissant deuxième des barrages de promotion derrière le Spartak Tbilissi. Il prend une nouvelle fois part à ces barrages en 1954 mais termine cette fois quatrième sur six.
En début d'année 1955, Gouliaïev est appelé à la tête du Spartak Moscou. Après avoir fini deuxième pour sa première saison, il remporte dès l'année suivante le championnat. Après un exercice 1957 plus décevant avec une troisième place en championnat et une finale de coupe perdue face au Lokomotiv Moscou, il réalise l'année suivante le doublé en gagnant d'abord la coupe face au Torpedo Moscou avant d'enchaîner dans la foulée un deuxième titre de champion. Après une sixième position lors de la saison 1959, il quitte ses fonctions.
Durant la même période, il commence également à travailler pour le compte de la fédération soviétique en devenant entraîneur assistant pour la sélection nationale dès 1956. Après son départ du Spartak, il reste dans ces fonctions pendant la quasi-totalité de la décennie 1960 et la première partie des années 1970, celles-ci étant brièvement interrompues par un bref retour à la tête du Spartak pour la saison 1966. Il devient ainsi pendant un temps sélectionneur lors du premier semestre 1972, dirigeant à cette occasion quatre matchs amicaux durant les mois d'avril et mai.
Peu après ce passage comme sélectionneur, Gouliaïev reprend une nouvelle fois la direction du Spartak Moscou entre 1973 et 1975, terminant notamment vice-champion en 1974 avant de s'en aller sur une dixième place l'année suivante. Il prend ensuite la tête de l'équipe de football pour jeunes de Moscou (FSM) entre 1976 et 1977 avant de diriger l'Ararat Erevan entre janvier et août 1978.
Après ce dernier poste, Gouliaïev se retire définitivement du football professionnel et devient enseignant puis directeur au sein de l'académie sportive du Spartak Moscou au cours des années 1980. Il meurt finalement à Moscou le 23 février 2000, peu après ses 85 ans.

## Statistiques de joueur
| Saison                | Club                  | Championnat           | Championnat | Championnat | Coupe(s) nationale(s) | Coupe(s) nationale(s) | Total | Total |
| Saison                | Club                  | Division              | M.          | B.          | M.                    | B.                    | M.    | B.    |
| 1936                  | Spartak Moscou        | D1                    | -           | -           | -                     | -                     | 0     | 0     |
| 1937                  | Spartak Moscou        | D1                    | 3           | 0           | -                     | -                     | 3     | 0     |
| 1938                  | Spartak Moscou        | D1                    | 9           | 2           | 3                     | 1                     | 12    | 3     |
| 1939                  | Spartak Moscou        | D1                    | 15          | 1           | 6                     | 0                     | 21    | 1     |
| 1940                  | Spartak Moscou        | D1                    | 18          | 2           | -                     | -                     | 18    | 2     |
| 1941                  | Spartak Moscou        | D1                    | 7           | 1           | -                     | -                     | 7     | 1     |
| 1944                  | Spartak Moscou        | -                     | -           | -           | 3                     | 0                     | 3     | 0     |
| 1945                  | Spartak Moscou        | D1                    | 16          | 1           | 1                     | 1                     | 17    | 2     |
| 1946                  | Spartak Moscou        | D1                    | 8           | 0           | 2                     | 0                     | 10    | 0     |
| Total sur la carrière | Total sur la carrière | Total sur la carrière | 76          | 7           | 15                    | 2                     | 91    | 9     |

## Palmarès
| Spartak Moscou - Championnat d'Union soviétique (2) : - Champion : 1938 et 1939. - Coupe d'Union soviétique (3) : - Vainqueur : 1938, 1939 et 1946 |  | Spartak Moscou - Championnat d'Union soviétique (2) : - Champion : 1956 et 1958. - Coupe d'Union soviétique (1) : - Vainqueur : 1958. - Finaliste : 1957. |